# Chantal Mauduit
Pour les articles homonymes, voir Mauduit.
Pas d'image ? Cliquez ici
Chantal Marie Agnès Mauduit, née le 24 mars 1964 dans le 15e arrondissement de Paris et morte le 13 mai 1998 sur les pentes du Dhaulagiri au Népal, est une alpiniste française. Elle est notamment connue pour avoir atteint six sommets de plus de 8 000 mètres sans apport d'oxygène.

## Biographie

### Les débuts
Née à Paris, elle arrive à Chambéry en Savoie en 1969. Elle y découvre, dès son arrivée, les randonnées en moyenne montagne l'été et le ski l'hiver. 
À l'âge de quinze ans,  elle se prend de passion pour l'alpinisme après le décès de sa mère des suites d'un cancer. Elle passe ses vacances dans les Alpes, où elle réalise des ascensions de plus en plus difficiles, comme la face nord des grandes Jorasses, les Drus ou le Cervin. Puis elle s'attaque à des sommets plus élevés, en Amérique du Sud, comme le Nevado Urus (es) (5 495 m) et le Huascarán (6 768 m) dans les Andes, du sommet desquels elle s'élance en parapente. En parallèle de ses exploits, elle fait des études et mène un début de carrière de kinésithérapeute.
Elle voyage également en voilier en Antarctique en partant d'Ushuaïa pour aller escalader le mont William. Sans expérience en mer, elle passe quelques heures à la barre au large du cap Horn par temps fort pour laisser quelque heures de repos à l'équipage.

### Les8 000sans oxygène
À partir de 1992, elle décide de s'attaquer aux quatorze sommets de plus de huit mille mètres, en style alpin et sans oxygène. Malgré sept tentatives pour réaliser l'ascension du plus haut d'entre eux, l'Everest, elle n'atteint que le sommet Sud (8 750 m) en 1995. En effet, elle est très affaiblie et aidée par Rob Hall qui la redescend jusqu'au col Sud. Elle réussit l'ascension de six autres, dont le K2, deuxième sommet du monde (8 611 m) et réputé très difficile - en effectuant par l'arête des Abruzzes la quatrième ascension féminine, le 3 août 1992, deuxième à redescendre vivante du sommet. En octobre 1993, elle atteint le Shishapangma (8 027 m) par la face sud puis le Cho Oyu (8 201 m).
Lors de son ascension du Lhotse (8 516 m) le 10 mai 1996 (première ascension féminine, qu'elle effectue en solo), elle assiste à distance le même jour à la mort de huit alpinistes sur l'Everest qui fait face au Lhotse, de l'autre côté du col Sud. Cette catastrophe donne lieu à un livre, Tragédie à l'Everest de Jon Krakauer. L'ouvrage inclut un témoignage de Chantal Mauduit sur la mort des alpinistes dont deux de ses amis, en particulier le guide Scott Fischer qui l'avait secourue en 1992 alors qu'elle était victime de photokératite lors d'une ascension du K2. Dix jours plus tard, elle atteint de nouveau un sommet de plus de 8 000 mètres, le Manaslu (8 163 m).
L'année suivante, elle réalise l'ascension du Gasherbrum II (8 035 m). Elle publie un livre fin 1997, J'habite au paradis, livre d'impressions et de rencontres au cours de ses voyages, dans lequel elle décrit notamment son ascension du K2.
Le 13 mai 1998, alors qu'elle effectue l'ascension du Dhaulagiri (8 167 m), elle et Ang Tshering, son compagnon de cordée et ami depuis 3 ans, sont retrouvés morts dans leur tente au camp II, probablement tués par une chute de pierres ou de glace, à environ 6 500 m d'altitude, après une période d'extrême mauvais temps. Quelques jours plus tard, une expédition est lancée depuis Katmandou pour récupérer les deux corps. Elle avait pour projet de se garder du temps pour écrire un roman car elle avait une passion pour les mots ; c'est la raison pour laquelle elle taguait ses tentes de divers poèmes et qu'elle avait toujours des livres et des poèmes avec elle. Son compagnon, André Velter, lui a dédié un recueil de poèmes intitulé 7e sommet.

### Engagements, postérité et hommages

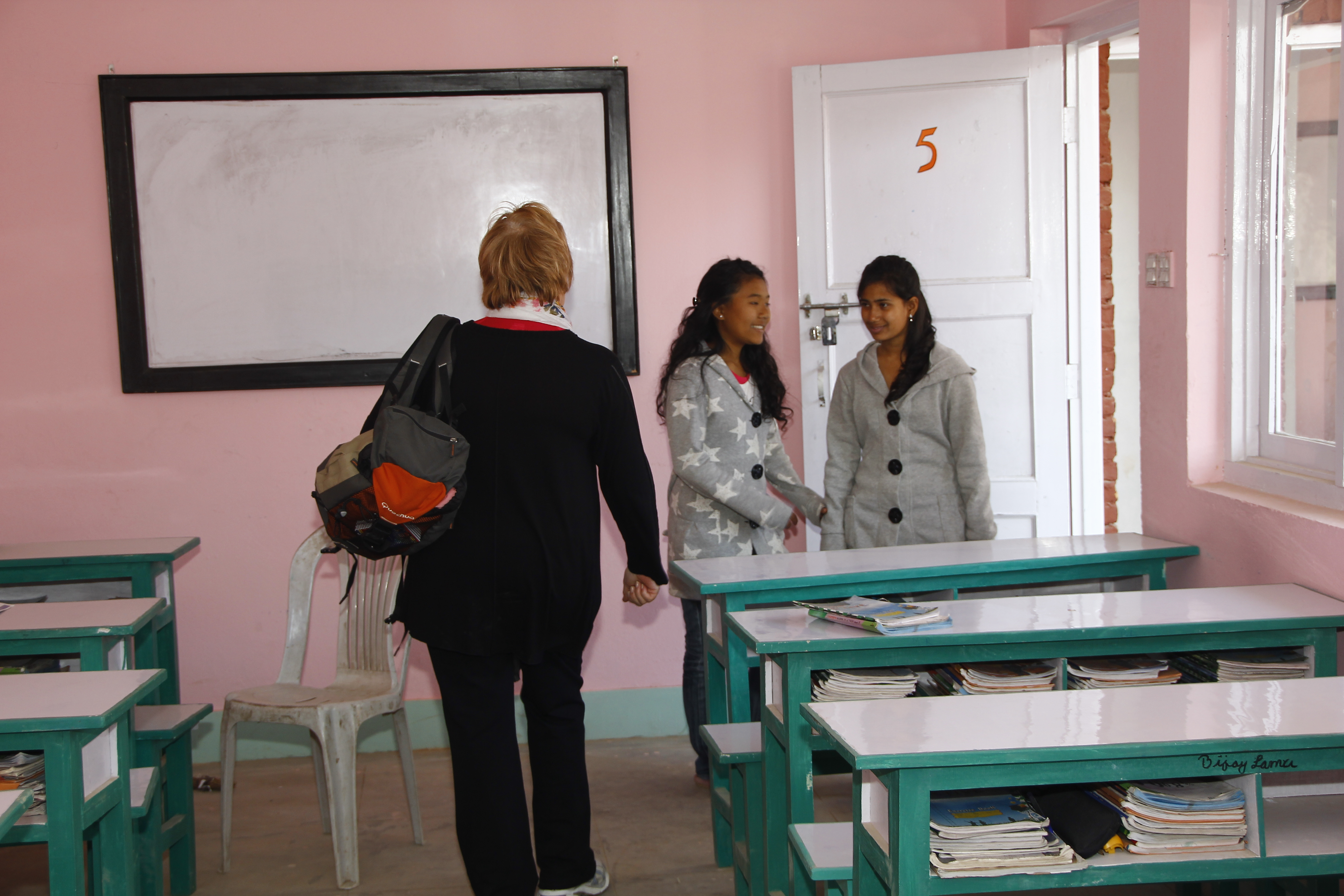
École Chantal-Mauduit au Népal.

Chantal Mauduit, parlant le népalais, s'est engagée pour la cause tibétaine,. Toiturophile, elle escalade la flèche de Notre-Dame de Paris le 10 mars 1997 pour y accrocher un drapeau tibétain et rencontre le dalaï-lama et des réfugiés tibétains à Dharamsala en Inde vers la même époque.
Elle a été incinérée ; ses cendres ont été dispersées dans plusieurs endroits du monde.
En l'honneur de son engagement, après sa mort, ses amis et sa famille créent l'association Chantal Mauduit Namasté, qui aide les enfants népalais démunis, en particulier pour les filles et pour l'éducation.
En 1998, année de la disparition de Chantal Mauduit, la municipalité de Mogneville la commémore en inaugurant un groupe scolaire composé d’une école maternelle et d’une école élémentaire à son nom. Depuis le 9 février 2024, la place Chantal-Mauduit située à Paris porte son nom. Depuis le 12 novembre 2024, une des bibliothèques de Grenoble située quartier Mistral porte son nom.

## Réalisations

### Réalisations himalayennes
Tous ces sommets himalayens ont été réalisés sans l'apport d'oxygène artificiel.
- K2 (8 611 m), Chine/Pakistan, le 3 août 1992.
- Shishapangma (8 027 m), Chine, par la face sud, le 4 octobre 1993.
- Cho Oyu (8 201 m), Népal/Chine, le 31 octobre 1993.
- Lhotse (8 516 m), Népal/Chine, en solitaire, le 10 mai 1996 (première féminine).
- Manaslu (8 163 m), Népal, en solitaire, le 24 mai 1996.
- Gasherbrum II (8 035 m), Chine/Pakistan, le 17 juillet 1997.

### Autres réalisations
- Mont Blanc (4 806 m), Alpes, France/Italie
- Huascarán (6 768 m), Cordillère des Andes, Pérou
- Urus (5 423 m), Cordillière des Andes, Pérou
- Sajama (traversée) (6 500 m), Bolivie
- Mont William (1 520 m), Antarctique
- El Capitan (escalade), vallée de Yosemite, États-Unis

## Publications
- J'habite au Paradis, Paris, J.-Cl. Lattès, 1998  (ISBN 9782709618199).

## Dans la culture
Chantal Mauduit a fait l'objet d'un poème intitulé Tombeau de Chantal Mauduit, par André Velter, avec François-René Duchâble au piano et Alain Carré comme récitant. En 2001, André Velter publie Une autre altitude. Poèmes pour Chantal Mauduit.

### Filmographie
Death on the Mountain: Women of K2, un documentaire consacré aux femmes alpinistes sur le K2 est réalisé en 2003. À cette date, cinq femmes étaient arrivées au sommet, dont deux seulement sont redescendues vivantes : la première Wanda Rutkiewicz et la deuxième Chantal Mauduit. Elles sont toutes les deux mortes en montagne depuis.